# (4351) Nobuhisa
(4351) Nobuhisa ist ein Hauptgürtelasteroid, der am 28. Oktober 1989 von Yoshikane Mizuno und Toshimasa Furuta am Observatorium in Kani entdeckt wurde.
Der Asteroid wurde nach dem japanischen Amateur-Astronomen Nobuhisa Kojima benannt.